# الزبير 2 (دبابة)
الزبير 2 هي دبابة قتالية رئيسية في السودان تعتمد على النوع الصيني تايب 59.

## بلد المنشأ
السودان
مؤسسة الصناعة العسكرية
مميزات
الوزن القتالي 37ton Crew 4 Cruising Range 350   كيلومتر نسبة القوة إلى الوزن 19.7 حصان / طن ضغط عام 87 كيلو باسكال